# BT Arena
La BT Arena, anciennement connue comme Sala Polivalentă din Cluj-Napoca, est une salle polyvalente située à Cluj-Napoca en Roumanie. Inaugurée en 2014, sa capacité est de 7,227 places pour les événements sportifs et environ 10,000 pour les concerts.
En 2017, la salle prend son nom actuel à la suite d'un contrat de naming avec la société Banca Transilvania.

## Événements
- DreamHack Open Cluj-Napoca 2015 (Major Counter-Strike)
- Championnat d'Europe de basket-ball 2017
- PGL Cluj-Napoca 2025 (tournoi international Counter-Strike)
- Open de Transylvanie (Tournoi WTA de tennis)